# Gladys Powers
Gladys Luxford Powers (10 mei 1899 - 18 augustus 2008), geboren als Gladys Stokes, was op 109-jarige leeftijd een van de laatste Eerste Wereldoorlogsveteranen en de op twee na laatste vrouwelijke veteraan. Ze ging als een Engelse serveerster het leger in. In 1920 verhuisde ze naar Canada om daar samen te gaan wonen met haar man. Aldaar overleed ze op 109-jarige leeftijd.